# فرودگاه محلی گریتر کامبرلند
فرودگاه محلی گریتر کامبرلند (به انگلیسی: Greater Cumberland Regional Airport) یک فرودگاه همگانی بهره‌برداری هوایی با کد یاتا CBE است که یک باند فرود آسفالت دارد و طول باند آن ۱۵۳۹ متر است. این فرودگاه در کشور ایالات متحده آمریکا قرار دارد و در ارتفاع ۲۳۶ متری از سطح دریا واقع شده‌است.